# Возьники (Здунськовольський повіт)
Возьники (пол. Woźniki) — село в Польщі, у гміні Заполиці Здунськовольського повіту Лодзинського воєводства.
Населення — 158 осіб (2011).
У 1975-1998 роках село належало до Серадзького воєводства.

## Демографія
Демографічна структура станом на 31 березня 2011 року:
|          | Загалом | Допрацездатний вік | Працездатний вік | Постпрацездатний вік |
| -------- | ------- | ------------------ | ---------------- | -------------------- |
| Чоловіки | 90      | 20                 | 59               | 11                   |
| Жінки    | 68      | 11                 | 39               | 18                   |
| Разом    | 158     | 31                 | 98               | 29                   |